# The Man from Bitter Roots
The Man from Bitter Roots er en amerikansk stumfilm fra 1916 af Oscar Apfel.

## Medvirkende
- William Farnum som Bruce Burt.
- Slim Whitaker som Slim Naudain.
- Henry A. Barrows som T. Victor Sprudell.
- Willard Louis som J. Winfield Harrah.
- William Burgess som Toy.